# Vissel Kóbe
Vissel Kóbe (japonsky ヴィッセル神戸) je japonský fotbalový klub, byl založen v roce 1966 jako poloprofesionální klub v Kurašiki. V roce 1994 se přemístil do Kóbe.

## Známí hráči a trenéři v klubu
Hrál zde český záložník Pavel Horváth. Vyjma Pavla Horvátha zde jeden čas působil i Ivo Ulich a Martin Müller a v roce 2004 ve funkci trenéra Ivan Hašek, o rok později pak Pavel Řehák (Haškův asistent, po rezignaci trenéra Ivana Haška převzal funkci hlavního trenéra). V roce 2018 do klubu přišel španělský mistr světa Andrés Iniesta, který se do Japonska přesunul po dlouholeté kariéře v Barceloně. Klubový dres rovněž obléká také mistr světa Lukas Podolski, který přišel po dvouletém angažmá v Galatasaray SK, dále roku 2018 klub koupil hrotového útočníka z týmu New York City FC Davida Villu, který dlouho hrál po boku Andrea Pirla v newyorském týmu.

## Úspěchy
- J1 League: 2023, 2024
- Císařský pohár: 2019

## Významní hráči
- Masajuki Okano
- Šódži Džó
- Takaši Hirano
- Jošito Ókubo
- Cunejasu Mijamoto
- Masahiko Inoha
- Hotaru Jamaguči
- Gótoku Sakai
- Thomas Vermaelen
- Bismarck
- Patrick M’Boma
- Michael Laudrup
- Andrés Iniesta
- David Villa
- Lukas Podolski
- Thomas Bickel
- İlhan Mansız